# Fannia corvina
Fannia corvina är en tvåvingeart som först beskrevs av George Henry Verrall 1892.  Fannia corvina ingår i släktet Fannia och familjen takdansflugor. Arten är reproducerande i Sverige. Inga underarter finns listade i Catalogue of Life.